# Denis Radovan
Denis Radovan (* 12. Oktober 1992 in Köln) ist ein deutscher Profiboxer im Mittelgewicht.

## Leben
Denis Radovan wurde in Köln als Sohn rumänischer Eltern geboren, die vor dem Ceaușescu-Regime geflohen waren. 
Er ist mit der Bundestagsabgeordneten und Bundesministerin für wirtschaftliche Zusammenarbeit und Entwicklung Reem Alabali Radovan verheiratet. Sie haben eine im März 2023 geborene Tochter.

## Amateurkarriere
Er begann im Alter von sieben Jahren mit dem Boxsport und trainierte unter anderem beim SC Colonia 06 in Köln sowie den Olympiastützpunkten Heidelberg und Schwerin. Trainiert wurde er unter anderem von Zoltan Lunka und Michael Timm.
Sein größter Erfolg im Nachwuchs war der Gewinn einer Bronzemedaille im Weltergewicht bei der Jugend-Weltmeisterschaft 2010 in Baku. Zudem gewann er Bronze bei der Schüler-Europameisterschaft 2007 in Portsmouth, war Achtelfinalist der Junioren-Europameisterschaft 2008 und der Jugend-Europameisterschaft 2009 sowie Viertelfinalist der Olympischen Jugend-Sommerspiele 2010.
Bei den Erwachsenen wurde er 2011 Deutscher Meister im Mittelgewicht und startete bei der Europameisterschaft 2011 in Ankara, wo er in der Vorrunde gegen Daniel O’Neill ausschied. 2012 wurde er erneut Deutscher Meister im Mittelgewicht und gewann bei der U22-Europameisterschaft in Kaliningrad die Silbermedaille, nachdem er erst im Finale gegen Jason Quigley unterlegen war.
Radovan war darüber hinaus 2010, 2013 und 2014 jeweils Deutscher Vizemeister und boxte für den Nordhäuser SV in der 1. Bundesliga.
2015 unterlag er im Achtelfinale der Europaspiele in Baku gegen Maxim Koptjakow und in der Vorrunde der Europameisterschaft in Samokow gegen Salvatore Cavallaro.
2016 gewann er mit Siegen gegen Edin Avdić, Anthony Fowler und Xhek Paskali den Chemiepokal in Halle (Saale), wurde vom Deutschen Boxsport-Verband jedoch nicht für das europäische Olympia-Qualifikationsturnier 2016 in Samsun berücksichtigt, weshalb er in das Profilager wechselte.

## Profikarriere
Im November 2016 wurde er vom deutschen Promoter Sauerland Event unter Vertrag genommen und gewann sein Debüt am 3. Dezember desselben Jahres in Karlsruhe. Seine Trainer wurden Jürgen Brähmer und Conny Mittermeier.
Nach 11 Siegen boxte er im Dezember 2018 ein Unentschieden gegen Ronny Mittag, gewann jedoch den Rückkampf und auch den IBF-Europameistertitel im Mittelgewicht am 6. April 2019 in Wolfsburg. Den Titel verteidigte er 2020 in München gegen Nuhu Lawal, 2021 in Ilsenburg (Harz) gegen Brian Rose und 2022 in Köln gegen Rafael Bejaran. Im März 2023 siegte er zudem gegen Fouad El Massoudi.

## Liste der Profikämpfe
| Jahr                       | Tag           | Gegner              | Ergebnis                                                | Typ                          | Runden | Ort                                    |
| -------------------------- | ------------- | ------------------- | ------------------------------------------------------- | ---------------------------- | ------ | -------------------------------------- |
| 2016                       | 3. Dezember   | Jozsef Racz         | Sieg                                                    | Punktsieg (einstimmig)       | 6/6    | Ufgauhalle, Karlsruhe                  |
| 2017                       | 4. März       | Ondrej Marvan       | Sieg                                                    | TKO                          | 4/6    | Argensporthalle, Wangen im Allgäu      |
| 2017                       | 25. März      | Atin Karabet        | Sieg                                                    | Punktsieg (einstimmig)       | 6/6    | MBS Arena Potsdam                      |
| 2017                       | 13. Mai       | Francisco Duran     | Sieg                                                    | TKO                          | 1/6    | Ufgauhalle, Karlsruhe                  |
| 2017                       | 17. Juni      | Josip Duric         | Sieg                                                    | Punktsieg (einstimmig)       | 6/6    | Rittal Arena Wetzlar                   |
| 2017                       | 9. September  | Yann Binanga Aboghe | Sieg                                                    | Punktsieg (einstimmig)       | 6/6    | Max Schmeling Halle, Berlin            |
| 2017                       | 7. Oktober    | Tiran Metz          | Sieg                                                    | Punktsieg (einstimmig)       | 8/8    | Hanns-Martin-Schleyer-Halle, Stuttgart |
| 2018                       | 17. Februar   | Mattia Scaccia      | Sieg                                                    | TKO                          | 4/8    | MHPArena, Ludwigsburg                  |
| 2018                       | 18. Mai       | Ferenc Albert       | Sieg                                                    | TKO                          | 1/8    | MBS Arena Potsdam                      |
| 2018                       | 14. Juli      | Pavel Semjonov      | Sieg                                                    | Punktsieg (einstimmig)       | 8/8    | Baden-Arena Offenburg                  |
| 2018                       | 10. Juni      | Florian Wildenhof   | Sieg                                                    | TKO                          | 1/8    | Congress Park, Wolfsburg               |
| 2018                       | 1. Dezember   | Ronny Mittag        | Unentschieden                                           | Split Decision               | 10/10  | Schwalbe Arena, Gummersbach            |
| 2019                       | 6. April      | Ronny Mittag        | Sieg (vakanter IBF-Europameistertitel im Mittelgewicht) | Punktsieg (SD)               | 10/10  | Congress Park, Wolfsburg               |
| 2019                       | 26. Oktober   | Luke Blackledge     | Sieg                                                    | TKO                          | 4/8    | O2 Arena, London                       |
| 2020                       | 26. September | Nuhu Lawal          | Sieg (IBF-Europameistertitel im Mittelgewicht)          | Punktsieg (UD)               | 10/10  | Plazamedia Studios, Ismaning           |
| 2021                       | 03. Dezember  | Brian Rose          | Sieg (IBF-Europameistertitel im Mittelgewicht)          | TKO                          | 8/10   | Harzlandhalle, Ilsenburg               |
| 2022                       | 07. Mai       | Rafael Bejaran      | Sieg (IBF-Europameistertitel im Mittelgewicht)          | TKO                          | 2/10   | Sartory-Säle, Köln                     |
| 2023                       | 24. März      | Fouad El Massoudi   | Sieg                                                    | Technische Entscheidung (TD) | 5/6    | Bolton Whites Hotel, Bolton            |
| 2024                       | 9. November   | Kasim Gashi         | Sieg                                                    | TKO                          | 2/6    | Palmberg Arena, Schwerin               |
| (Quelle: BoxRec-Datenbank) |               |                     |                                                         |                              |        |                                        |